# 大苞耳草
大苞耳草（学名：Hedyotis bracteosa）为茜草科耳草属下的一个种。

## 扩展阅读
維基物種上的相關：大苞耳草